# Stapelia gigantea

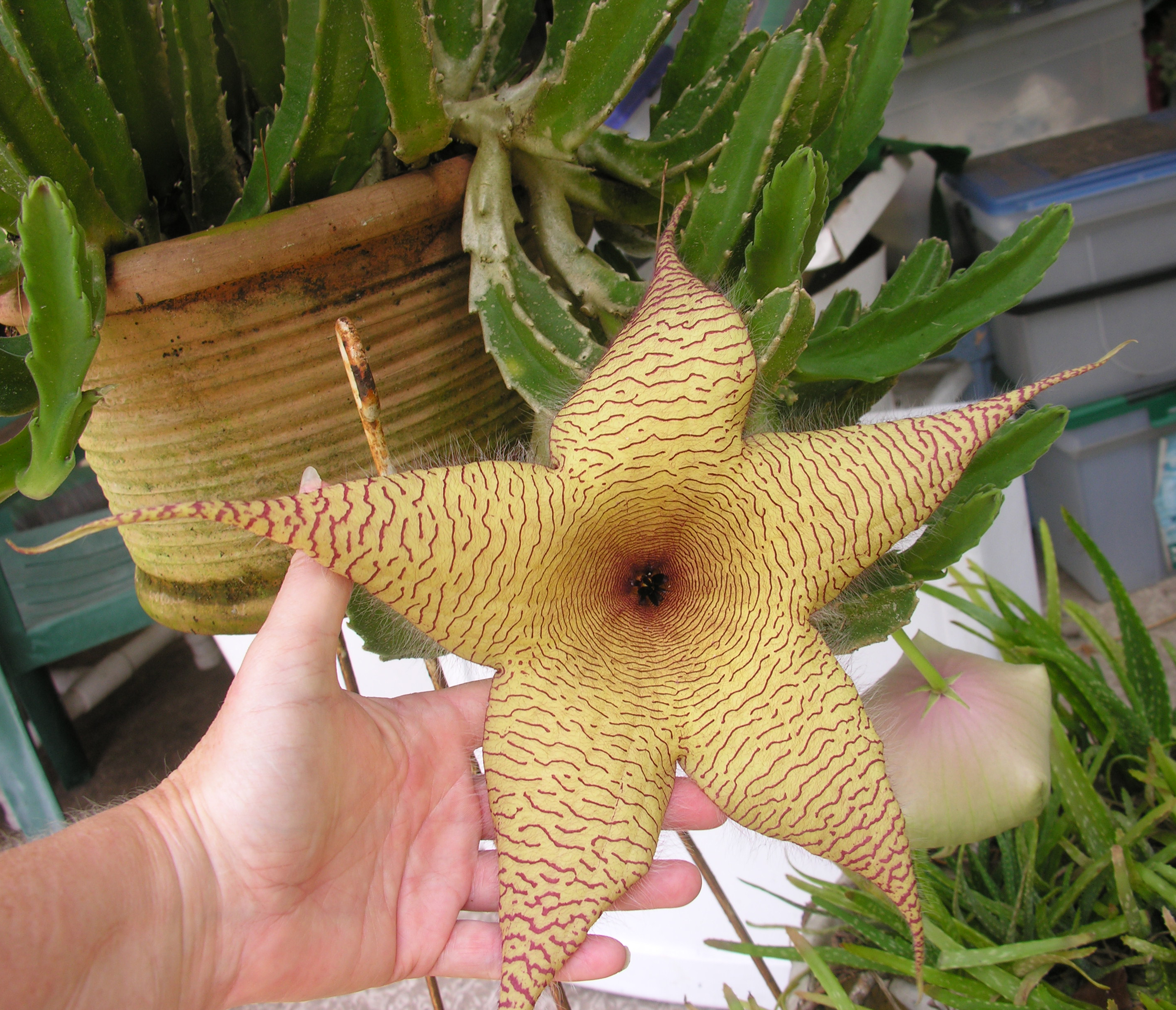
Blüte und Knospe mit menschlicher Hand als relativem Maßstab

Stapelia gigantea, auch Aasblume genannt, ist eine Pflanzenart aus der Unterfamilie der Seidenpflanzengewächse (Asclepiadoideae). Sie hat innerhalb der Stapelia-Arten die größten Blüten (Durchmesser bis 40 cm). Mit dem Namen Aasblume werden jedoch auch andere Arten der Gattung Stapelia bezeichnet.

## Merkmale
Stapelia gigantea wächst in stammsukkulenten, niedergebogen-aufrechten Trieben in kompakter Wuchsform. Sie können bis etwa 25 cm lang werden und einen Durchmesser von etwa 2,5 cm erreichen. Die Warzen sind nur angedeutet, die Blättchen etwa 2 bis 3 mm lang. Die Blütenkrone variiert von hellgelb über rötlich bis purpurfarben mit dunkleren, gewundenen Querrunzeln und misst bis 40 cm im Durchmesser. Sie sitzt auf einem bis 6 cm langen Blütenstiel. Die Oberseite ist flach bis leicht glockig. Die meist deutlich dunklere Kronenröhre ist verhältnismäßig flach und oft von einem etwas leicht überhöhten Ring umgeben. Die Kronenzipfel erreichen eine Länge bis 16 cm. Sie sind außen flaumig behaart, innen schwach behaart. Die kräftigen Haare sind weißlich bis purpurn und oft mehr oder weniger gekräuselt. Die Nebenkrone ist dunkelpurpur und kurz gestielt, seltener fast sitzend. Die interstaminalen Nebenkronenzipfel messen 5 bis 5 × 1,5 bis 2,5 mm und stehen aufrecht. Sie sind rechteckig oder spatelförmig und apikal gekerbt und aufgesetzter stumpfer Spitze. Die staminalen Nebenkronenzipfel messen 8 bis 12 × 1 bis 2 mm und sind an der Basis verbreitert. Sie besitzen apikal einen Fortsatz und verdecken teilweise die Staubblätter. Das Pollinium ist braun und misst ca. 1 × 0,7 mm. Sie haben die Form eines D. 
Die Früchte sind blassgelb.
Die Chromosomenzahl beträgt 2n = 22.

## Verbreitung
Die Art kommt von Südafrika über Botswana, Eswatini, Simbabwe, Sambia, Mosambik, Malawi bis nach Tansania vor.

## Synonyme
Die Art wurde von Nicholas Edward Brown 1877 erstmals beschrieben. Das Typusexemplar stammte aus KwaZulu-Natal (Südafrika). Später wurde die Art auch noch unter folgenden Namen beschrieben, die daher als Synonyme betrachtet werden:
- Stapelia cylista C.A.Lückh.
- Stapelia marlothii N.E.Br.
- Stapelia gigantea var. pallida E.Phillips
- Stapelia nobilis N.E.Br.
- Stapelia youngii N.E.Br.